# 藤原真
藤原 真（ふじわら まこと、1945年5月15日 - ）は、兵庫県西脇市出身の元プロ野球選手。ポジションは投手。

## 来歴・人物
西脇高校では当初、三塁手であったが、在学中に工業課程が西脇工業高校として独立したことで野球部も分離されると当時のエースは西脇工業の方へ移ったことで投手を始める。慶應義塾大学へ進学し投手へ転向。東京六大学野球リーグでは渡辺泰輔、佐藤元彦が卒業した2年生時から活躍。
1966年春季リーグでは慶大初の最下位という屈辱を味わう。
1967年春季リーグの優勝に貢献。121回を投げて、同季のベストナインに選出される。直後の全日本大学野球選手権大会では、決勝で中大の宮本幸信と投げ合うが、1-3で惜敗し準優勝にとどまる。同年の第7回アジア野球選手権大会日本代表に選出されている。リーグ通算成績は64試合登板し22勝19敗、防御率1.91、222奪三振。大学同期に一塁手の宇賀山徹らがいた。なお法大の田淵幸一は藤原と相性が良く、当時のリーグ本塁打記録22本のうち、最多の5本を彼から打っている。
1967年のドラフトで南海ホークスに1位で指名されたが、神宮球場を本拠地としており、高校の先輩である丸山完二のいたサンケイアトムズを希望していたために入団を拒否し、全鐘紡に入社。
1968年の産業別対抗野球では、決勝で日本通運の金田留広、田中章に投げ勝ち優勝、最高殊勲選手に選ばれる。チームメートに水谷宏投手、高橋二三男外野手、倍賞明一塁手らがいた。同年のドラフトでサンケイアトムズから1位指名を受け入団。
1969年4月12日、開幕の読売ジャイアンツ戦で6回、1点ビハインドの場面で河村保彦のリリーフに立ち、味方打線が逆転したため、最後まで投げきった藤原がルーキーながら勝利投手となった。スライダーやカーブ、シュート、シンカーと多彩な変化球を持ち、4月は無傷の3勝を挙げたが、徐々に打たれ始め結局9勝（8敗）で終わった。翌年からは怪我に泣いて1勝、2勝に終わる。また、三原脩監督の構想から外れたことで、球団にトレードを直訴。
1971年オフに田中調とのトレードで東映フライヤーズに移籍した。
新天地では開幕試合が雨で中止になったことによる繰上げながら開幕投手を務めたが、この年も7勝（13敗）に終わる。
1975年には先発の一角として起用され、5月20日には南海の江本孟紀と投げ合い自己唯一の完封勝利を果たす。
1976年限りで引退した。二軍投手コーチの要請があったが、一般社会で再スタートすることを選んだ。引退後は岳父の創業した株式会社ヤシロに入り社長を務めている。

## 詳細情報

### 年度別投手成績
| 年 度     | 球 団              | 登 板 | 先 発 | 完 投 | 完 封 | 無 四 球 | 勝 利 | 敗 戦 | セ 丨 ブ | ホ 丨 ル ド | 勝 率 | 打 者 | 投 球 回 | 被 安 打 | 被 本 塁 打 | 与 四 球 | 敬 遠 | 与 死 球 | 奪 三 振 | 暴 投 | ボ 丨 ク | 失 点 | 自 責 点 | 防 御 率 | W H I P |
| --------- | ------------------ | ----- | ----- | ----- | ----- | -------- | ----- | ----- | -------- | ----------- | ----- | ----- | -------- | -------- | ----------- | -------- | ----- | -------- | -------- | ----- | -------- | ----- | -------- | -------- | ------- |
| 1969      | アトムズ ヤクルト  | 32    | 15    | 2     | 0     | 0        | 9     | 8     | --       | --          | .529  | 461   | 107.0    | 114      | 24          | 29       | 0     | 3        | 72       | 0     | 0        | 62    | 55       | 4.63     | 1.34    |
| 1970      | アトムズ ヤクルト  | 27    | 12    | 1     | 0     | 0        | 1     | 10    | --       | --          | .091  | 445   | 106.1    | 102      | 10          | 32       | 4     | 3        | 32       | 1     | 0        | 42    | 39       | 3.31     | 1.26    |
| 1971      | アトムズ ヤクルト  | 17    | 4     | 0     | 0     | 0        | 1     | 2     | --       | --          | .333  | 157   | 36.0     | 32       | 5           | 22       | 0     | 1        | 16       | 0     | 0        | 21    | 18       | 4.50     | 1.50    |
| 1972      | 東映 日拓 日本ハム | 42    | 14    | 3     | 0     | 1        | 7     | 13    | --       | --          | .350  | 617   | 147.1    | 149      | 18          | 40       | 2     | 2        | 79       | 2     | 1        | 82    | 72       | 4.41     | 1.28    |
| 1973      | 東映 日拓 日本ハム | 17    | 0     | 0     | 0     | 0        | 1     | 2     | --       | --          | .333  | 122   | 27.0     | 35       | 1           | 9        | 0     | 1        | 11       | 0     | 0        | 19    | 19       | 6.33     | 1.63    |
| 1974      | 東映 日拓 日本ハム | 31    | 4     | 0     | 0     | 0        | 2     | 4     | 3        | --          | .333  | 232   | 53.1     | 51       | 6           | 26       | 3     | 0        | 25       | 3     | 0        | 26    | 23       | 3.91     | 1.44    |
| 1975      | 東映 日拓 日本ハム | 19    | 12    | 1     | 1     | 0        | 2     | 7     | 0        | --          | .222  | 322   | 72.0     | 84       | 5           | 25       | 2     | 2        | 25       | 0     | 1        | 37    | 29       | 3.63     | 1.51    |
| 1976      | 東映 日拓 日本ハム | 11    | 6     | 0     | 0     | 0        | 0     | 2     | 0        | --          | .000  | 122   | 28.0     | 35       | 3           | 6        | 0     | 0        | 11       | 0     | 0        | 16    | 15       | 4.82     | 1.46    |
| 通算：8年 | 通算：8年          | 196   | 67    | 7     | 1     | 1        | 23    | 48    | 3        | --          | .324  | 2478  | 577.0    | 602      | 72          | 189      | 11    | 12       | 271      | 6     | 2        | 305   | 270      | 4.21     | 1.37    |

- アトムズは、1970年にヤクルト（ヤクルトアトムズ）に球団名を変更
- 東映（東映フライヤーズ）は、1973年に日拓（日拓ホームフライヤーズ）に、1974年に日本ハム（日本ハムファイターズ）に球団名を変更

### 記録
- 初登板・初勝利：1969年4月12日、対読売ジャイアンツ1回戦（後楽園球場）、6回裏から2番手で救援登板・完了、4回無失点
- 初先発：1969年4月19日、対広島東洋カープ2回戦（明治神宮野球場）、5回1/3を1失点で勝敗つかず
- 初先発勝利・初完投：1969年4月24日、対中日ドラゴンズ3回戦（中日球場）、9回2失点
- 初本塁打：1969年7月3日、対大洋ホエールズ17回戦（明治神宮野球場）、4回裏に高橋重行から
- 初セーブ：1974年4月18日、対阪急ブレーブス前期5回戦（阪急西宮球場）、8回裏に2番手で救援登板・完了、2回無失点
- 初完封：1975年5月20日、対南海ホークス前期6回戦（後楽園球場）

### 背番号
- 14（1969年 - 1971年）
- 11（1972年 - 1973年）
- 12（1974年 - 1976年）